# Trolleybus de Belgorod
Le trolleybus de Belgorod (en russe : Белгородский троллейбус) est un des systèmes de transport en commun de Belgorod, dans l'oblast de Belgorod, en Russie.